# Uriel Jones
Uriel Jones (* 13. Juni 1934; † 24. März 2009 in Dearborn, Michigan) war ein US-amerikanischer Musiker. In den 1960er und 1970er Jahren war er Schlagzeuger bei The Funk Brothers.

## Leben
Jones wurde ursprünglich von Motown als Ersatz für den Schlagzeuger Benny Benjamin angestellt und übernahm seine Position zusammen mit Richard Allen, als Benjamins Gesundheit abnahm. Jones Schlagzeugspiel war durch seinen Sound geprägt, der vor allem in Liedern wie Ain't No Mountain High Enough oder I Heard It Through the Grapevine rüberkam. Für Motown benutzte Jones Equipment von Firmen wie Ludwig, Slingerland und Gretsch. Einer größeren Personenanzahl wurde Jones durch den Dokumentarfilm Standing in the Shadows of Motown bekannt.
Er starb im Alter von 74 im Oakwood Hospital & Medical Center in Dearborn an Komplikationen infolge eines Herzinfarkts.